# Titus Lartius Flavus
Titus Lartius Flavus was een Romeinse politicus en broer van Spurius Lartius Rufus.
Hij was in 501 v.Chr. consul. In hetzelfde jaar werd hij tot eerste dictator tegen de verbonden Latijnen gekozen, ofschoon Dionysius van Halicarnassus deze benoeming in 498 v.Chr. plaatst, waarin hij de stad Fidenae tot overgave dwong en eerst daarna de dictatuur zou hebben verkregen, toen de met schulden beladen plebejers in de Latijnse Oorlog de krijgsdienst weigerden. Zijn magister equitum was Spurius Cassius Vecellinus.
T Lartius liet terstond al de burgers opschrijven en al de weerbare manschappen opnieuw in centuriën verdelen. Met de Latijnen bracht hij een wapenstilstand tot stand.
In 496 v.Chr. na de Slag bij het Meer van Regillus was Lartius voor de herstelling van de vroegere betrekkingen met de Latijnen en een zachte behandeling van de overwonnenen.
Later na de uitwijking van de plebs naar de Heilige Berg (secessio plebis, 494 v.Chr.), toen hij mogelijk praefectus urbi was, en in het volgende jaar (493 v.Chr.) bij de onderhandelingen met het volk, waaraan hij als gezant van de senaat deelnam, was hij van mening, om aan het gezamenlijke volk zijn schulden kwijt te schelden, waardoor hij de patriciërs tegen zich innam.

## Referentie
- art. Lartii (2), in F. Lübker - trad. ed. J.D. Van Hoëvell, Classisch Woordenboek van Kunsten en Wetenschappen, Rotterdam, 1857, p. 520.